# Armix
Armix est une commune française située dans le département de l'Ain, en région Auvergne-Rhône-Alpes. Avec 25 habitants habitants recensés en 2022, c'est la commune de l'Ain la moins peuplée.

## Géographie
La commune d'Armix s'étend sur 6,8 km2 et compte 26 habitants. Ce petit village du Bugey se trouve à mi-pente, à 720 mètres d'altitude, surplombant la cluse des Hôpitaux. Il est situé à 51 km au nord-ouest d'Aix-les-Bains, la plus grande ville des environs, à 21 km au sud-est d'Ambérieu-en-Bugey et à 5 km à l'ouest de Virieu-le-Grand, son chef-lieu de canton.
La commune est proche du parc naturel régional du massif du Bugey.

### Hydrographie
Les ruisseaux du Creux du Solliant, Pointay et de la Chana sont les principaux cours d'eau qui traversent la commune d'Armix.

### Risques majeurs
Armix est située dans une zone sismique.

### Climat
Pour des articles plus généraux, voir Climat d'Auvergne-Rhône-Alpes et Climat de l'Ain.
En 2010, le climat de la commune est de type climat de montagne, selon une étude du CNRS s'appuyant sur une série de données couvrant la période 1971-2000. En 2020, Météo-France publie une typologie des climats de la France métropolitaine dans laquelle la commune est exposée à un climat de montagne ou de marges de montagne et est dans la région climatique Alpes du nord, caractérisée par une pluviométrie annuelle de 1 200 à 1 500 mm, irrégulièrement répartie en été.
Pour la période 1971-2000, la température annuelle moyenne est de 9,2 °C, avec une amplitude thermique annuelle de 16,9 °C. Le cumul annuel moyen de précipitations est de 1 730 mm, avec 11,9 jours de précipitations en janvier et 8,6 jours en juillet. Pour la période 1991-2020, la température moyenne annuelle observée sur la station météorologique de Météo-France la plus proche, « Sutrieu », sur la commune de Valromey-sur-Séran à 7 km à vol d'oiseau, est de 9,3 °C et le cumul annuel moyen de précipitations est de 1 413,2 mm,. Pour l'avenir, les paramètres climatiques de la commune estimés pour 2050 selon différents scénarios d'émission de gaz à effet de serre sont consultables sur un site dédié publié par Météo-France en novembre 2022.

## Urbanisme

### Typologie
Au 1er janvier 2024, Armix est catégorisée commune rurale à habitat très dispersé, selon la nouvelle grille communale de densité à 7 niveaux définie par l'Insee en 2022.
Elle est située hors unité urbaine et hors attraction des villes,.

### Occupation des sols
L'occupation des sols de la commune, telle qu'elle ressort de la base de données européenne d’occupation biophysique des sols Corine Land Cover (CLC), est marquée par l'importance des forêts et milieux semi-naturels (67,8 % en 2018), une proportion identique à celle de 1990 (67,8 %). La répartition détaillée en 2018 est la suivante : 
forêts (67,8 %), prairies (32,2 %).
L'évolution de l’occupation des sols de la commune et de ses infrastructures peut être observée sur les différentes représentations cartographiques du territoire : la carte de Cassini (XVIIIe siècle), la carte d'état-major (1820-1866) et les cartes ou photos aériennes de l'IGN pour la période actuelle (1950 à aujourd'hui).

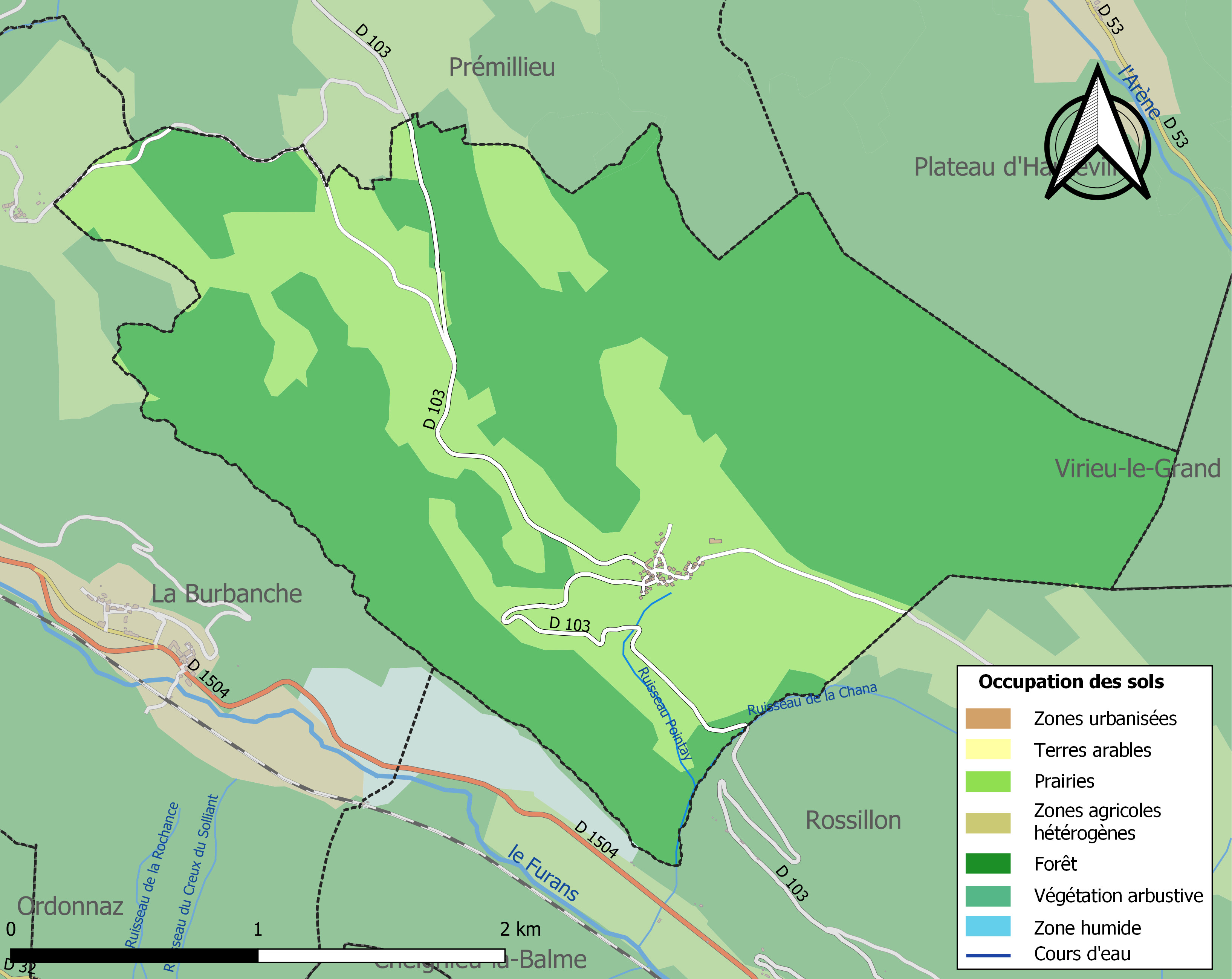
Carte des infrastructures et de l'occupation des sols de la commune en 2018 (CLC).

## Toponymie
Le nom de la localité est attesté sous la forme Armeis en 1130, Armies vers 1145, Ecclesia de Hermes en 1192, Armieis en 1292, Armex en 1318, de Armisio en 1359. Il proviendrait du nom d'Armisius, propriétaire gallo-romain d'un domaine.

## Politique et administration

### Découpage territorial
La commune d'Armix est membre de la communauté de communes Bugey Sud, un établissement public de coopération intercommunale (EPCI) à fiscalité propre créé le 1er janvier 2014 dont le siège est à Belley. Ce dernier est par ailleurs membre d'autres groupements intercommunaux.
Sur le plan administratif, elle est rattachée à l'arrondissement de Belley, au département de l'Ain et à la région Auvergne-Rhône-Alpes. Sur le plan électoral, elle dépend du  canton de Plateau d'Hauteville pour l'élection des conseillers départementaux, depuis le redécoupage cantonal de 2014 entré en vigueur en 2015, et de la cinquième circonscription de l'Ain  pour les élections législatives, depuis le dernier découpage électoral de 2010.

### Administration municipale
Le nombre d'habitants de la commune étant inférieur à 100, le nombre de membres du conseil municipal est de 7.

### Liste des maires
| Période                                  | Période  | Identité            | Étiquette | Qualité |
| ---------------------------------------- | -------- | ------------------- | --------- | ------- |
| avant 1995                               | 2001     | Georges Galley      |           |         |
| 2001                                     | 2008     | Michel Miguet       |           |         |
| 2008                                     | 2014     | Gérard Billon-Grand |           |         |
| 2014                                     | En cours | Véronique Vuilloud  |           |         |
| Les données manquantes sont à compléter. |          |                     |           |         |

## Démographie
Armix est la commune la moins peuplée du département de l'Ain.
L'évolution du nombre d'habitants est connue à travers les recensements de la population effectués dans la commune depuis 1793. Pour les communes de moins de 10 000 habitants, une enquête de recensement portant sur toute la population est réalisée tous les cinq ans, les populations de référence des années intermédiaires étant quant à elles estimées par interpolation ou extrapolation. Pour la commune, le premier recensement exhaustif entrant dans le cadre du nouveau dispositif a été réalisé en 2005.

En 2022, la commune comptait 25 habitants, en évolution de −3,85 % par rapport à 2016 (Ain : +5,15 %, France hors Mayotte : +2,11 %).
| 1793 | 1800 | 1806 | 1821 | 1831 | 1836 | 1841 | 1846 | 1851 |
| ---- | ---- | ---- | ---- | ---- | ---- | ---- | ---- | ---- |
| 574  | 561  | 219  | 195  | 218  | 176  | 170  | 195  | 183  |

| 1856 | 1861 | 1866 | 1872 | 1876 | 1881 | 1886 | 1891 | 1896 |
| ---- | ---- | ---- | ---- | ---- | ---- | ---- | ---- | ---- |
| 187  | 180  | 193  | 180  | 151  | 171  | 163  | 134  | 143  |

| 1901 | 1906 | 1911 | 1921 | 1926 | 1931 | 1936 | 1946 | 1954 |
| ---- | ---- | ---- | ---- | ---- | ---- | ---- | ---- | ---- |
| 116  | 110  | 110  | 98   | 82   | 78   | 71   | 54   | 59   |

| 1962 | 1968 | 1975 | 1982 | 1990 | 1999 | 2005 | 2006 | 2010 |
| ---- | ---- | ---- | ---- | ---- | ---- | ---- | ---- | ---- |
| 54   | 48   | 33   | 28   | 14   | 15   | 24   | 25   | 20   |

| 2015 | 2020 | 2022 | - | - | - | - | - | - |
| ---- | ---- | ---- | - | - | - | - | - | - |
| 24   | 26   | 25   | - | - | - | - | - | - |

## Lieux et monuments
- Église Sainte-Catherine ;
- Fontaine ;
- Lavoir.

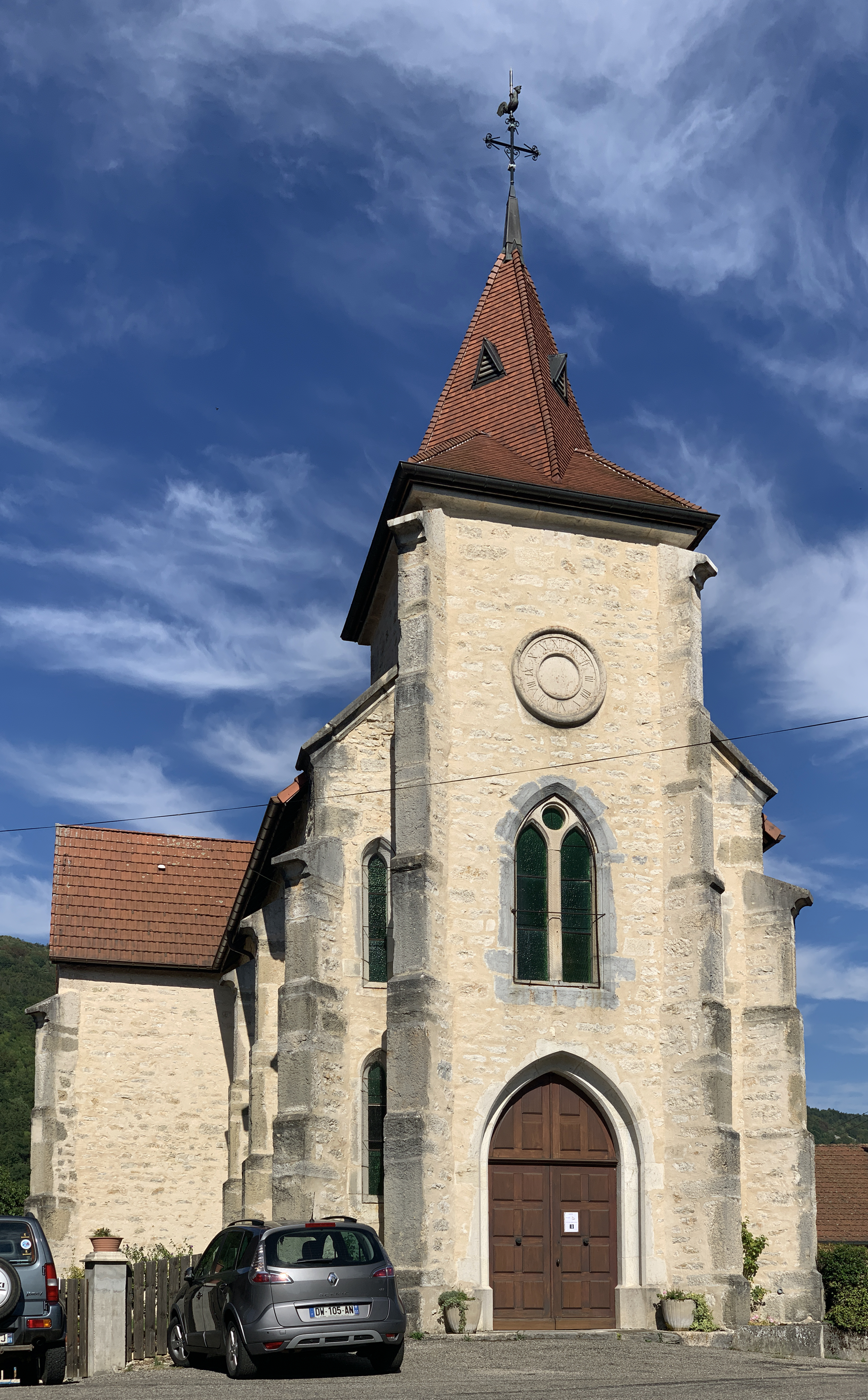
Église Sainte-Catherine.
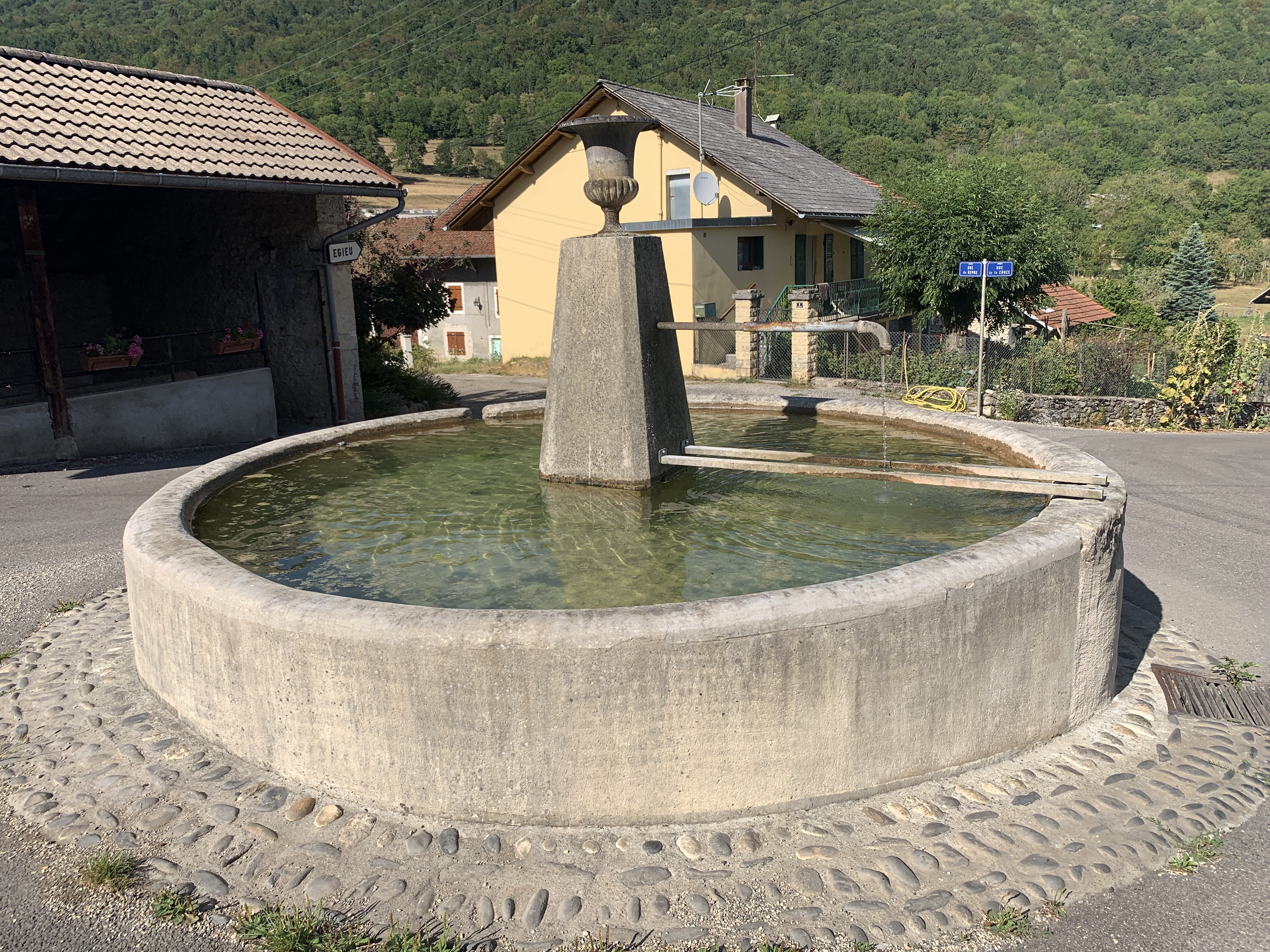
Fontaine.
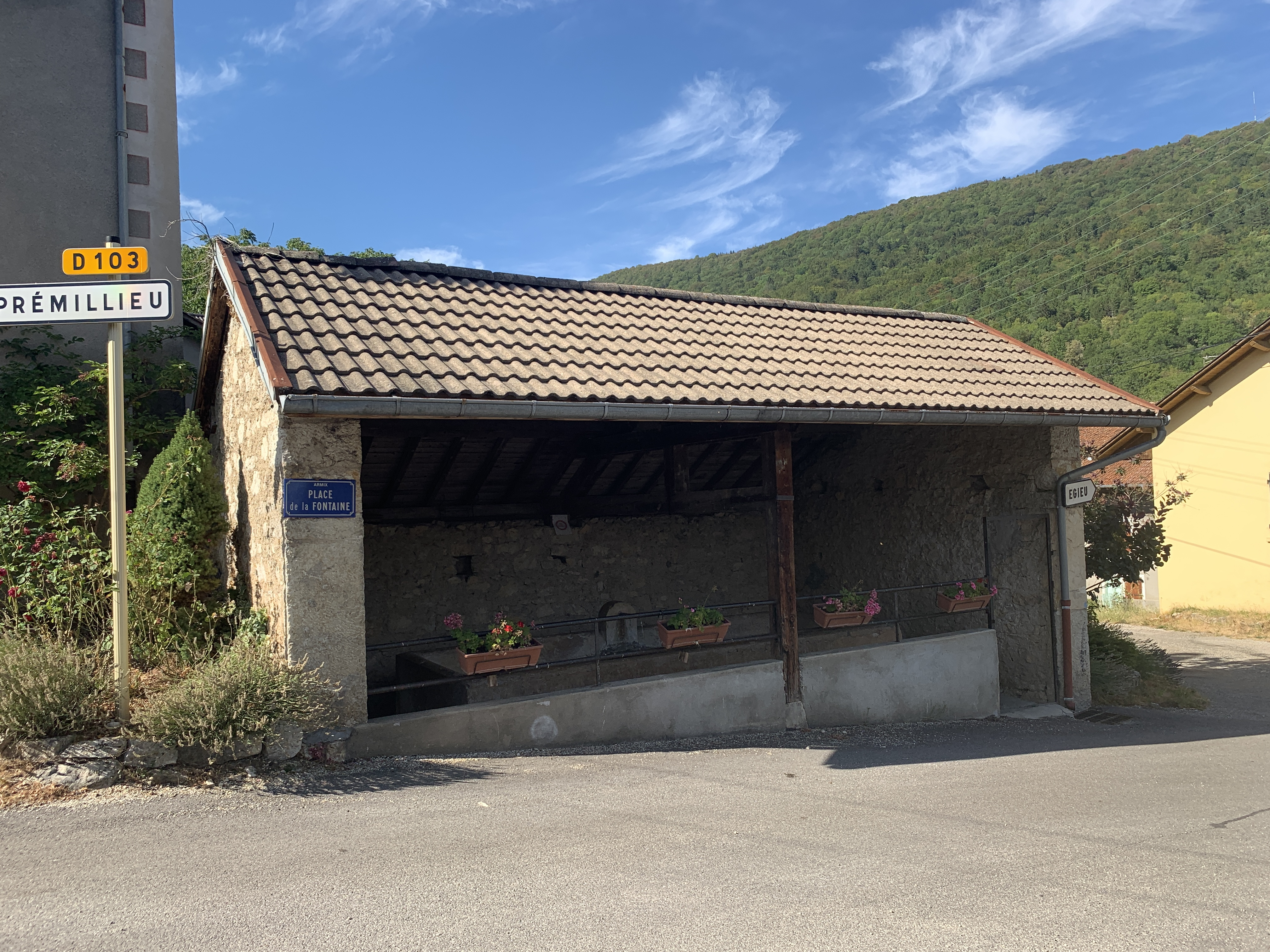
Lavoir.

## Héraldique
| Blason de Armix | Blason  | Écartelé en sautoir: au 1er d'azur à la volute de crosse d'or, au 2e de gueules au lion d'hermine, au 3e de gueules à l'agneau d'argent, au 4e d'argent au hêtre de tenné feuillé de sinople. |
| Blason de Armix | Détails | Création J-F Binon. Adopté le 10 avril 2024. |